# Ryan Braun
Ryan Joseph Braun (ur. 17 listopada 1983 w Los Angeles) – amerykański baseballista, który występował na pozycji lewozapolowego.

## Przebieg kariery
Braun studiował na University of Miami, gdzie grał w baseball. W 2003 roku zdobył nagrodę Baseball America Freshman of the Year dla najlepszego debiutanta w NCAA. 7 czerwca 2005 roku został wybrany w 1. rundzie draftu z numerem piątym przez Milwaukee Brewers. Zawodową karierę rozpoczął w zespołach niższych lig, między innymi w klubie farmerskim Brewers Nashville Sounds, gdzie w sezonie 2006 miał średnią uderzeń 0,342. 
W Major League Baseball zadebiutował 25 maja 2007 roku w meczu przeciwko San Diego Padres, w którym zdobył runa i zaliczył dwa RBI. W sezonie 2007 mając średnią uderzeń 0,324, zdobywając 34 home runy i zaliczając 97 RBI, został wybrany najlepszym debiutantem. W marcu 2008 podpisał nowy, największy w historii Brewers, kontrakt wart 45–51 milionów dolarów. W tym samym roku wybrano go do pierwszej dziewiątki Meczu Gwiazd. W 2009 został zaproszony do występów w baseballowej reprezentacji narodowej w turnieju World Baseball Classic.
W 2009 i 2010 roku Braun został wybrany przez magazyn Sporting News do pięćdziesiątki najlepszych baseballistów. W sezonie 2011 zdobywając 33 home runy i 33 skradzione bazy wstąpił do Klubu 30–30, poza tym mając średnią uderzeń 0,332 i slugging percentage 0,597 (najlepszy w lidze), został wybrany MVP National League.
16 września 2012 roku w meczu przeciwko New York Mets zdobył 200. home runa w karierze. W styczniu 2013 został powołany do składu reprezentacji Stanów Zjednoczonych na turniej World Baseball Classic. W lipcu 2013 został zawieszony na 65 meczów za używanie dopingu. Na początku sezonu 2014 został przesunięty na prawe zapole. 
14 lipca 2017 w meczu przeciwko Philadelphia Phillies pobił klubowy rekord, zdobywając swojego szóstego grand slama. 8 września 2017 w spotkaniu z Chicago Cubs osiągnął pułap 300 home runów w karierze.

## Nagrody i wyróżnienia
| Nagroda/wyróżnienie         | Lata                               | Źródło |
| MVP National League         | 2011                               | [ 13 ] |
| 6× All-Star                 | 2008, 2009, 2010, 2011, 2012, 2015 | [ 4 ]  |
| 5× Silver Slugger Award     | 2008, 2009, 2010, 2011, 2012       | [ 21 ] |
| NL Rookie of the Year Award | 2007                               | [ 6 ]  |